# Debbie Greene
Debbie Greene (sinh ngày 24 tháng 2 năm 1962) là một người chạy nước rút người Bahamas. Bà đã tham gia cuộc thi tiếp sức 4 × 100 mét nữ tại Thế vận hội Mùa hè 1984.